# Sangala splendidissima
Sangala splendidissima là một loài bướm đêm trong họ Geometridae.